# Keith Curle
Keith Curle (født 14. november 1963 i Bristol, England) er en tidligere engelsk fodboldspiller og senere træner, der spillede som forsvarsspiller. Han var på klubplan primært tilknyttet Bristol City, Manchester City og Wolverhampton. Han blev desuden noteret for tre kampe for Englands landshold. Han deltog ved EM i 1992 i Sverige, hvor han spillede i englændernes gruppekamp mod Danmark.
Curle fungerede i en årrække også som træner, først som spillende manager for Mansfield Town, og senere som manager for Chester City og Torquay United.